# ميكي كراوزه
ميكي كراوزه (بالألمانية: Mickie Krause)‏ (و. 1970  م) هو مغني ألماني.

## وصلات خارجية
- ميكي كراوزه على موقع IMDb (الإنجليزية)
- ميكي كراوزه على موقع ميوزك برينز (الإنجليزية)
- ميكي كراوزه على موقع ديسكوغز (الإنجليزية)
- ميكي كراوزه على موقع ديسكوغز (الإنجليزية)
- ميكي كراوزه على موقع ديسكوغز (الإنجليزية)

- ميكي كراوزه في قاعدة بيانات الأفلام على الإنترنت